# Most Tromsø
Most Tromsø (norveško Tromsøbrua) je konzolni cestni most v mestu Tromsø, v občini Tromsø v okrožju Troms og Finnmark na Norveškem. Prečka preliv Tromsøysundet med Tromsdalnom na celini in otokom Tromsøya. 1036 metrov dolg most ima 58 razponov, od katerih je najdaljši dolg 80 metrov z največjo oddaljenostjo od morja 38 metrov.

## Zgodovina
Gradnja se je začela leta 1958, most pa je bil odprt leta 1960. V času odprtja je bil najdaljši most v severni Evropi z dolžino 1036 metrov. S ceno 14,5 milijona NOK je most nadomestil neučinkovito trajektno povezavo med obema stranema ožine in pomagal spodbuditi rast in razvoj mesta Tromsø. Zaradi resnih težav z zastoji je bila cestna povezava s celino pozneje okrepljena z izgradnjo predora Tromsøysund v 1990-ih. Za razliko od predora, ki je skoraj 3 kilometre severneje, most Tromsø vodi neposredno v središče mesta Tromsø.
Most Tromsø je bil prvi konzolni most, zgrajen na Norveškem. Od takrat je bilo zgrajenih veliko tovrstnih mostov. Most je ena najpomembnejših znamenitosti mesta Tromsø in je del motiva, ki ga sestavljajo Arktična stolnica, gora Tromsdalstinden in most Tromsø. 
Leta 2000 je Direktorat za kulturno dediščino most zaščitil pred predelavami. Leta 2005 so ograjo dvignili za dva metra in pol, sedem let kasneje pa je norveška uprava za ceste načrtovala dodajanje dodatnih ograj na številne mostove, da bi preprečila samomore.